# ☆画野朗
☆画野朗（がやろう）は、アダルトゲームブランドCUFFSに所属する原画家、グラフィッカー、イラストレーター。

## 経歴
名前の「☆」は伏せ字であり、本来は何らかの文字が入って自身の目標を表すものであった。
しかしながら、諸々の理由で実現不可能と悟り、以来伏せ字のままペンネームとしており、如何なる字が入るのかは明かされていない。度々「☆画野郎」と誤記される。
当初はF&C作品で活躍していたが、コンビを組んでいたシナリオライターのトノイケダイスケと共に独立してCUFFSを設立した。
元コナミ社員で、3DCGキャラクターのデザイナーをしていた。本人曰く「『がんばれゴエモン〜ネオ桃山幕府のおどり〜』の女の子キャラの顔のテクスチャには、解る人には解る程度の片鱗が見える」とのこと。
TNNのアクションゲーム『海腹川背』のファンであり、同作のサウンドトラック初回限定版に付属する特典DVDのジャケットを手がけている。

## 作品

### 主な原画担当作品
- F&C（カクテル・ソフト、FC01）在籍時
  - プリンセスメモリー
  - Canvas 〜セピア色のモチーフ〜
  - NAKED BLUE
  - 水月
  - みずかべ
  - Aria（未発売）
- CUFFS在籍時（2004年以降）
  - さくらむすび
  - Garden
  - CAFE SOURIRE
  - 恋し彩る正義爛漫
- その他
  - パソコンパラダイス表紙イラスト（2001年5月号 - 2002年4月号）

### 漫画作品
- 『もこもこBOX』 - 雑誌『まんがタイムきららキャラット』（芳文社）にて連載。
  1. 2011年9月27日発売 ISBN 978-4-8322-4069-8
  2. 2013年3月27日発売 ISBN 978-4-8322-4278-4

### 小説挿絵
- 『妹様による、俺ルート攻略・ラブコメ理論』シリーズ（既刊3巻[1]）
- 『破剣クロニクル』